# Incarville
Incarville település Franciaországban, Eure megyében. Lakosainak száma 1352 fő (2022. január 1.). Incarville Louviers és Terres de Bord községekkel határos.

## Népesség
A település népességének változása:
| Lakosok száma | 624  | 1125 | 1458 | 1330 | 1367 | 1399 | 1416 | 1423 | 1397 | 1352 |
|               | 1968 | 1982 | 1990 | 2006 | 2013 | 2015 | 2017 | 2019 | 2020 | 2022 |